# Bellevue, Genève
Bellevue là một đô thị thuộc bang Genève, Thụy Sĩ. Đô thị này toạ lạc dọc theo bờ bắc của hồ Genève và đã phát triển nhanh chónh trong hai thập kỷ qua do nội thị Genève thiếu đất. Đô thị này là nơi đóng trụ sở của Richemont và Đại học Webster. 
Dân số năm 2007 là 2918 người.

## Liên kết ngoài

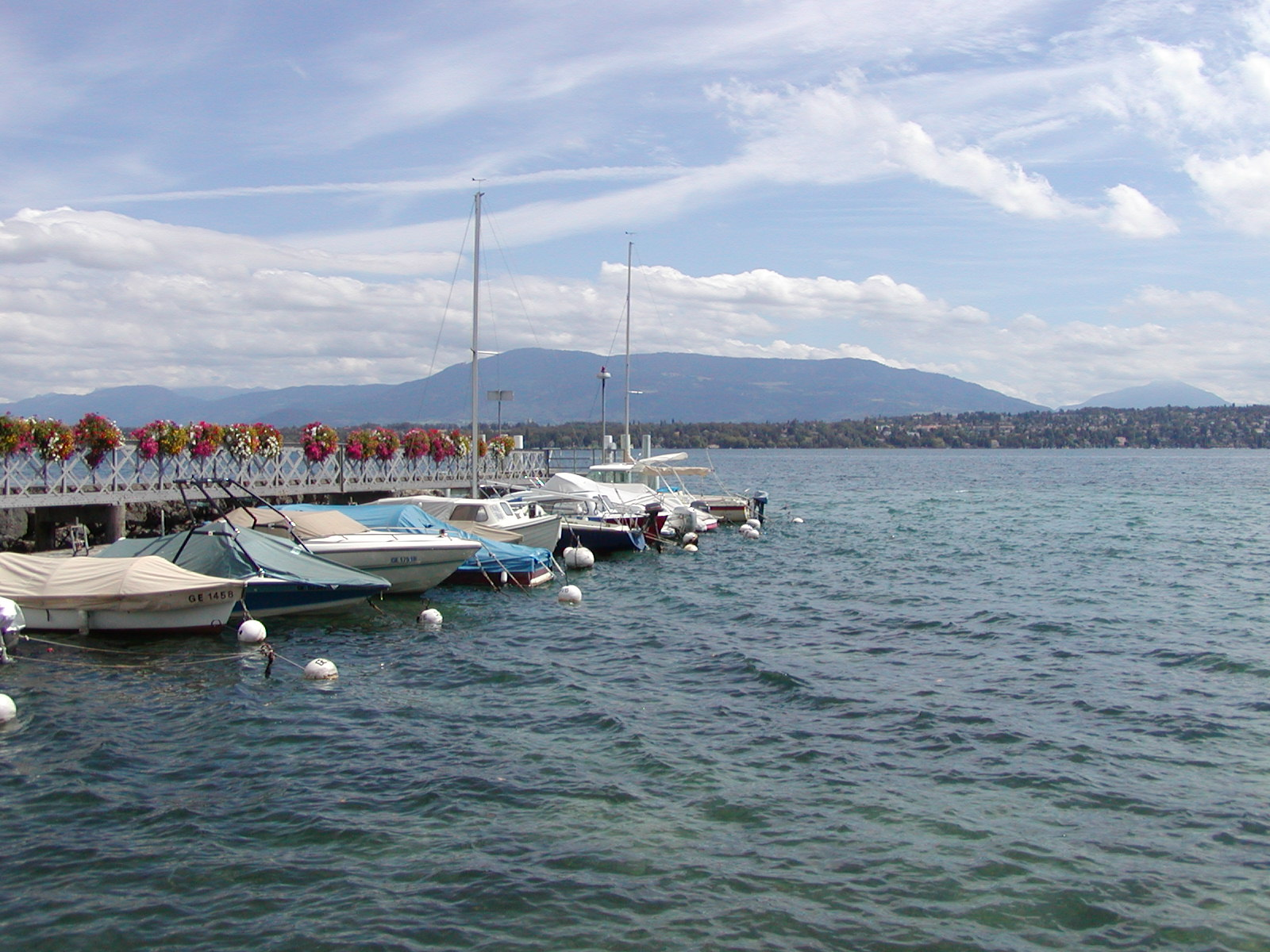
Hồ Genève nhìn từ Bellevue